# Raionul Dubăsari (Republica Moldova)
Dubăsari este un raion din Republica Moldova, compus din acea parte a fostului raion Dubăsari care a rămas sub controlul autorităților moldovenești după războiul din 1992 din Transnistria.

## Geografie
Suprafața totală a raionului o constituie 30922 hectare, din care terenuri agricole 2.2782 ha (73,6%).
Terenurile proprietate publică a statului constituie 6.496 ha (21%), terenurile unităților administrativ-teritoriale 5293,3 ha (17%), terenurile aflate în proprietate privată 19.224 ha (62%).
Raionul este situat la 47°16′N 29°10′E. Amplasarea raionului Dubăsari în zonă de câmpie (podișul central Moldovenesc) cu influențe climaterice moderate, constituie un factor favorabil în dezvoltarea economiei locale.
Punctul extrem de Nord al raionului se află în regiunea satului Oxentea, punct extrem de Sud - satul Pîrîta, punct extrem de Vest – satul Marcăuți, punct extrem de Est - satul Doroțcaia.

## Istorie
Raionul Dubăsari a fost fondat la 12 octombrie 1924 ca parte componentă a Republicii Autonome Sovietice Socialiste Moldovenești, în componența Republicii Sovietice Socialiste Ucrainiene. În 1940, după ocuparea Basarabiei și Bucovinei de Nord de către Uniunea Sovietică, a fost formată RSS Moldovenească, în care au intrat și unele părți din desființata RASS Moldovenească, inclusiv raionul Dubăsari. În timpul celui de-al Doilea Război Mondial teritoriul raionului a intrat pentru o perioadă sub administrația românească, devenind parte a județului Dubăsari. După 1945 raionul a intrat în componența Republicii Socialiste Sovietice Moldovenești.
În urma războiului din 1992 din Transnistria, raionul este împărțit în două: o parte controlată de Republica Moldova și o parte controlată de autoritățile separatiste din Tiraspol, care include orașul Dubăsari.
Astăzi centrul de reședință oficial a raionului este localizat în c. Coșnița, situație fără precedent în Republica Moldova. Existența centrului raional nu presupune însă și existența tuturor structurilor cu responsabilități raionale. Până la formarea raionului, în 2003, în raion nu erau organizate serviciile raionale cum ar fi Inspectoratul fiscal de stat, Serviciul notarial, Oficiul stării civile, etc. Toate aceste servicii erau acordate de către raionul Criuleni. În prezent aceste servicii sunt prestate de instituții amplasate în Coșnița, Cocieri și Criuleni.

## Infrastructură

### Instituții școlare
În raion funcționează 12 instituții preșcolare și 15 instituții de învățământ preuniversitar, din care 11 sunt în subordine locală (8 gimnazii, 7 licee), iar 4 instituții sunt subordonate Ministerului Educației, din care: Gimnaziile din s. Roghi și Corjova; Liceul din Dubăsari în care învață elevi din 13 localități; liceul din s. Doroțcaia, în care activează în schimburi, câte 6 instituții de învățământ preșcolar și preuniversitar sunt amplasate în partea stîngă a Nistrului.

### Instituții culturale
În raion sunt 12 cămine culturale, 17 biblioteci, inclusiv 6 pentru copii, 2 școli muzicale, 3  de artă, 2 muzee, 75 monumente istorice.

### Zone de agrement
Pe teritoriul raionului Dubăsari funcționează 5 baze de odihnă: SRL „Laguna”, SRL „Struguraș”, SRL „Dorol Business”, SRL „Argo-Scat”, ÎS „Pansiunea Holercani”. Totodată în raion activează 3 tabere de odihnă: ÎM “Centrul de Odihnă pentru Copii și Tineret „Prietenia””, SRL Torent Plus (tabăra „La Popas”), SRL „Agro Tiras” (tabăra „La Nistru”).

### Drumuri
Raionul dispune de o rețea de 528 km de drumuri, dintre care 14 km de importanță națională și 80 km de importanță raională. 160,3 km din rețeaua de drumuri sunt asfaltate. Pe parcursul anului 2007-2009 au fost modernizate drumurile de importanță națională din cadrul raionului, valoarea lucrărilor efectuate constituind 1747 mii lei.

### Gazificare
Localitățile raionului Dubăsari sunt gazificate în proporție de 94,5% cu excepția satului Vasilievca. În anii '90 a început gazificarea pe traseul Susleni-Berezlogi-Oxentia, aceste lucrări au fost finisate în anul 2004. La momentul dat raionul Dubăsari dispune de o rețea de 39,65 km de gazoduct de presiune înaltă, 68,3 km de presiune medie și circa 203 km de presiune joasă.

### Apă și canalizare
Din 15 localități, 10 dispun de sisteme de aprovizionare cu apă potabilă: Coșnița, Doroțcaia, Pohrebea, Cocieri, Molovata Nouă, Corjova, Mahala, Vasilievca, Roghi, Molovata. Rețeaua de apeduct  a localităților raionului constituie 95 km lungime.

## Demografie

### Statistici vitale
Principalii indicatori demografici, 2013:
- Natalitatea: ▼391 (11,1 la 1.000 locuitori)
- Mortalitatea: ▼372 (10,5 la 1.000 locuitori)
- Spor natural: +19

### Structura etnică
Structura etnică se referă doar la porțiunea controlată de forțele statele ale RM.
| Grup etnic         | Populație |
| ------------------ | --------- |
| Moldoveni / Români | 28.645    |
| Ruși               | 275       |
| Ucraineni          | 150       |
| Găgăuzi            | 23        |
| Bulgari            | 17        |
| Alte etnii         | 39        |
| Nedeclarat         | 122       |
| Total              | 29.271    |

## Administrație și politică
Președintele raionului Dubăsari este Sergiu Grigoriev (PSRM), ales la 1 decembrie 2023.
Componența Consiliului Raional Dubăsari (27 de consilieri), ales la 5 noiembrie 2023, este următoarea:
|  | Partid                                        | Consilieri | Componență | Componență | Componență | Componență | Componență | Componență | Componență | Componență |
|  | --------------------------------------------- | ---------- | ---------- | ---------- | ---------- | ---------- | ---------- | ---------- | ---------- | ---------- |
|  | Partidul Socialiștilor din Republica Moldova  | 8          |            |            |            |            |            |            |            |            |
|  | Partidul Acțiune și Solidaritate              | 8          |            |            |            |            |            |            |            |            |
|  | Partidul Dezvoltării și Consolidării Moldovei | 6          |            |            |            |            |            |            |            |            |
|  | Partidul Comuniștilor din Republica Moldova   | 3          |            |            |            |            |            |            |            |            |
|  | Mișcarea „Respect Moldova”                    | 2          |            |            |            |            |            |            |            |            |

## Diviziuni administrative
În urma războiului din 1992 orașul Dubăsari a rămas sub controlul Republicii Moldovenești Nistrene, iar procuratura raională, judecătoria raională și comisariatul raional de poliție s-au refugiat în satul Ustia.

## Legături externe
- Consiliul raional Dubăsari